# Daniel Fouss
Daniel Fouss, né le 12 avril 1963 à Aubange (province de Luxembourg), est un photographe belge.

## Biographie
Daniel Fouss naît le 12 avril 1963 à Aubange,,,.
Dès 1988, son travail fait l'objet de plusieurs expositions individuelles et collectives. Il s'établit comme photographe indépendant en 1989. Il collabore longuement avec le Centre belge de la bande dessinée à Bruxelles.
Il tire le portrait de 125 auteurs de bande dessinée photographiés en noir et blanc dans leur univers respectifs, publiés dans Portraits de BD aux Éditions J-M. Collet en 1990. Il présente l'ouvrage dans le cadre du festival de bande dessinée Charleroi-Images 90 à la Médiathèque de la Communauté française de Belgique.
Il réalise l'illustration photographique de nombreux ouvrages à caractère social, culturel et touristique. Il poursuit en parallèle une démarche plus personnelle, faite de rencontres, de flâneries et surtout éprise de liberté.
De 1990 à 2000, il effectue plusieurs séjours en Bretagne, dans les Cévennes, au Québec, au Guatémala, en Corse et en Espagne.
Lors de l'exposition sur Les Objets détournés au CBBD de Julos Beaucarne, il fait une rencontre marquante en sa personne. Il devient son photographe officiel. Il publie Les Objets détournés aux Éditions L.H.F. en 1992, sur les œuvres de Julos Beaucarne photographiées à Écaussinnes. Une amitié se noue. Ensemble, ils parcourent à bicyclette de l'ensemble des RAVeL de Wallonie. Ils publient RAVeL ou l'aventure est au bout de la roue aux éditions La Renaissance du livre en 2001.
Il sort en auto-édition les poèmes photographiques Nous sommes de retour vers 19 heures en 1999 et Partance en 2000,.
Depuis 2003, sa démarche plus structurée s’oriente essentiellement autour d’une réflexion sur la notion de paysage et de la relation que l’homme entretient avec celui-ci. Plusieurs projets traitent de cette approche : Roche (Musée de l'Ardenne, 2004) a comme focus l’équilibre terre – ciel alors que Le Blanc Nez (Éd. Le Caillou Bleu, 2007) vise le face à face de l’homme avec une nature grandiose. Bouillon, carnet de rencontres, (Éd. La Source, 2007) dépeint la ville touristique de Bouillon enclavée dans la forêt et en bordure de Semois. La mission photographique consacrée au site Montauban (2008-2009) s’inscrit parfaitement dans cette voie tout en explorant de nouvelles perspectives. Le lieu occupé actuellement par le Centre d'art contemporain du Luxembourg belge est chargé d'histoire. Il recèle des vestiges gallo-romains, les vieilles forges et le musée lapidaire en milieu naturel qui justifie l’intérêt. Il tente de poursuivre le travail de valorisation amorcé et défendu par E.P. Fouss, homonyme et Gaumais engagé dans la même volonté de partage.
On lui doit également, un travail sur le jeu de balle pelote en province de Namur, en collaboration avec le photographe de L'Avenir Philippe Berger en 2006.
En 2009, les clichés capturés par Daniel Fouss, témoin privilégié de l'évolution du musée de la bande dessinée, sont visibles dans une exposition et dans un livre publié pour l'occasion,,.
Tiré d’un projet du GAL RoMaNa, il publie Nourrir l’humanité, c’est un métier aux Éditions Antoine Degive en 2014. Les clichés sont consacrés à l'univers agricole.
Il travaille notamment pour les maisons d'édition Casterman, Dupuis et Le Lombard.
Il est crédité de nombreuses photos sur les sites ActuaBD, BDzoom et Auracan.

### Vie privée
Il réside à Bioul.

## Œuvres

### Publications

#### Ouvrages
- Portraits de BD[5], Éd. J-M. Collet, Braine-l'Alleud, 1990,125 auteurs belges de bande dessinée photographiés en noir et blanc dans leur univers respectifs.
- Les Objets détournés, Éd. L.H.F., 1992,œuvres de Julos Beaucarne photographiées à Écaussinnes, (29 photos noir et blanc).
- Humus, (37 photos noir et blanc), Yellow Now, Crisnée, 1999  (ISBN 2-87340-133-8),extraits, recueil d'instants de plénitude glanés au gré de la marche.
- RAVeL ou l'aventure est au bout de la roue avec le chanteur Julos Beaucarne, La Renaissance du livre, Tournai, 2001  (ISBN 2-8046-0493-4).
- Roche, Éd. Musée de l'Ardenne, 2004.
- Le Blanc Nez, Éd. Le Caillou Bleu, 2007  (ISBN 978-2-9600443-6-2).
- Bouillon, carnet de rencontres[7], Éd. La Source, Bouillon, 2007.
- Nourrir l'humanité c'est un métier[14], Éd. Antoine Degive, Liège, 2014  (ISBN 978-2-93-028111-7).

#### Illustration photographique partielle ou globale d'ouvrages
- Guide touristique et des loisirs à l'usage des personnes à mobilité réduite, Éd. Communauté française de Belgique (7 photos), 1990.
- Belgique, Éditions Larousse, coll. « Monde et Voyages » (25 photos), 1993.
- Bruges, texte : Pierre Loze et Robert Yves, Casterman - Le Guide (41 photos), 1995.
- Côte belge, Casterman - Le Guide (99 photos), 1995.
- Tournai, Casterman - Le Guide (41 photos), 1995.
- Guide de la Belgique BD, Claude Lefrancq (35 photos), 1996.
- Gaston Compère, Raymond Buren et Roger Hanset (photogr. Daniel Fouss), Blanc Bleu Belge : l'aventure d'une race bovine à la conquête du monde, Tournai, Casterman, coll. « Les beaux livres du patrimoine », 1996, 173 p., ill. ; 27 cm (ISBN 9782203620063 et 2203620064, BNF 35834193, présentation en ligne)45 photos.
- Le Duel Tintin - Spirou, de Hugues Dayez, Luc Pire (15 photos), 1997.
- Mons, Casterman - Le Guide (13 photos), 1997.
- Charleroi, Casterman - Le Guide (13 photos), 1997.
- Flandre, Casterman - Le Guide (19 photos), 1997.
- Voyage en Belgique, La Renaissance du Livre, Bruxelles, (17 photos), 1998.
- Monde neuf, de Julos Beaucarne, Éd. Archipel (14 photos), 1999.
- Bruges, La Renaissance du Livre - Mini-Guide, Bruxelles, (38 photos), 1999.
- Mer du Nord, La Renaissance du Livre - Mini-Guide, Bruxelles, (47 photos), 1999.
- Belgique, La Renaissance du Livre - Le Guide, Bruxelles, (14 photos), 1999.
- 52 découvertes entre Paris, Bruxelles et Luxembourg, La Renaissance du Livre (33 photos), 1999.
- Des bâtiments à usage collectif, accessibles, confortables et sécurisants pour tous, Éd. AWIPH (84 photos), 1999.
- Une exposition imaginaire[16], Dupuis, coll. « Aire libre », (41 photos), 2000  (ISBN 2-8001-3075-X).
- Le Centre belge de la bande dessinée, Éd. Dexia - La Renaissance du Livre (54 photos), 2000.
- L'Agenda 2001 - Le 3e millénaire en Wallonie, La Renaissance du Livre (9 photos), 2000.
- La Meuse, de la source à la mer[17], texte : Daniel Polet, La Renaissance du Livre (136 photos), 2001  (ISBN 2-8046-0503-5).
- Cerfontaine. Six villages, six marche[18], texte : Patrick Lemaire, photographies : Daniel Fouss et Guy Focant, Éditions Action Sud, 174 p., 120 photos, 2014.

#### Catalogue d'exposition
- Daniel Fouss - Photography 1989-2009[11],[12], Centre belge de la bande dessinée, 2009  (ISBN 978-2-930196-91-6).

### Expositions
- Daniel Fouss - Photography 1989-2009[11], Centre belge de la bande dessinée, 2009.
- Annexe // Jamoigne, Centre d'art contemporain du Luxembourg belge, Montauban, Étalle, du 24 mars au 22 avril 2007[19].
- Bureau des forges // Montauban, Centre d'art contemporain du Luxembourg belge, Étalle, du 5 juillet au 4 octobre 2009[8].
- Les Totems de la BD, production de Wallonie-Bruxelles International avec le concours du Centre belge de la bande dessinée :
  - Office de tourisme d'Aix-en-Provence du 9 au 17 novembre 2013[20].
  - Espace Foundouk Haddadine, Médina de Sfax du 17 au 19 mars 2014[21].
- Çà et là sur le fil de l'ordinaire[15] : photographies de Daniel Fouss, au centre culturel de Rochefort jusqu'au 6 novembre 2016.
- Dis Monsieur, c'est quoi grandir[22],[23] !?, Piconrue - Musée de la Grande Ardenne du 5 novembre 2018 au 3 février 2019.

### Émissions de télévision
- Julos Beaucarne : retour sur belle balade en 2001, Entrées Libres, intervenants : Julos Beaucarne et Daniel Fouss, présentation : Denis Colette, réalisation : Pascal Auvertus sur Antenne Centre Télévision, (29 min 46 s), 2001.
- Babel Café avec le photographe Daniel Fouss, Babel Café, présentation : Nicolas Debatty sur Matélé, (25 min 46 s), 19 octobre 2016.

### Vidéographie
- [vidéo] « Michel Mineur, Daniel Fouss et Lionel Vinche du 9 juillet au 4 septembre 2011 - Namur », sur YouTube par Province de Namur 1 min 46 s, 14 juillet 2011.
- [vidéo] Daniel Fouss - La minute pour convaincre sur Vimeo par Piconrue - Musée de la Grande Ardenne.